# خليج ها لونج

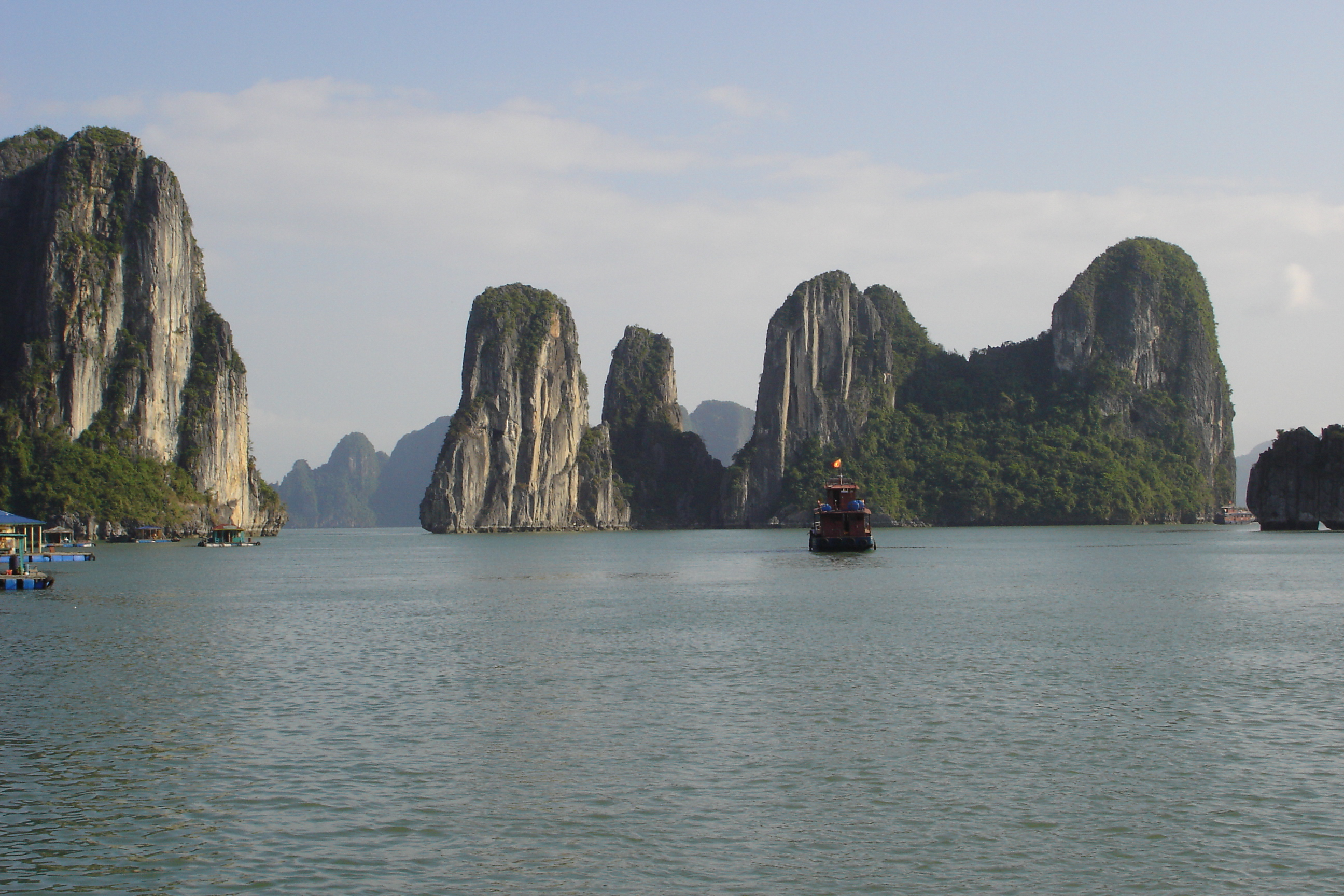
خليج هالونغ

يقع خليج هالونغ في شمال شرق فيتنام ويحده من الشمال الصين ويحدها من الغرب والجنوب الغربي جزيرة كات (جزيرة القط). يمتد ساحل الخليج بطول 120 كيلومتر وتبلغ مساحة الخليج نحو 1553 كيلومتر مربع وبه أكثر من 2000 جزيرة صغيرة، أكثرها يتكون من جبال الحجارة الكلسية. 
يقع خليج ها لونج شرقا من عاصمة فيتنام هانوي ؛ وقد أضافته اليونسكو إلى قائمة التراث الإنساني.
اختير كأحد عجائب الطبيعة السبع الجديدة في 11 / 11 / 2011 .

## صور من ها لونج

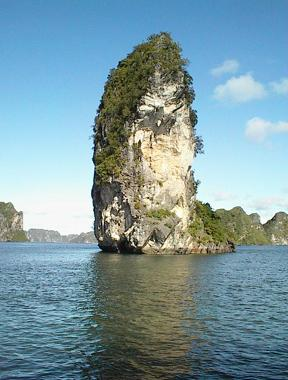
خليج ها لونج
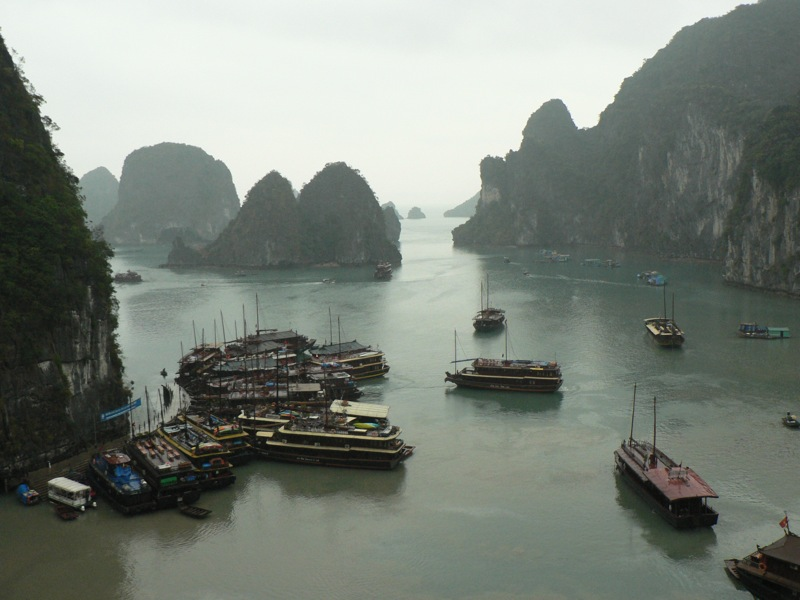
خليج ها لونج
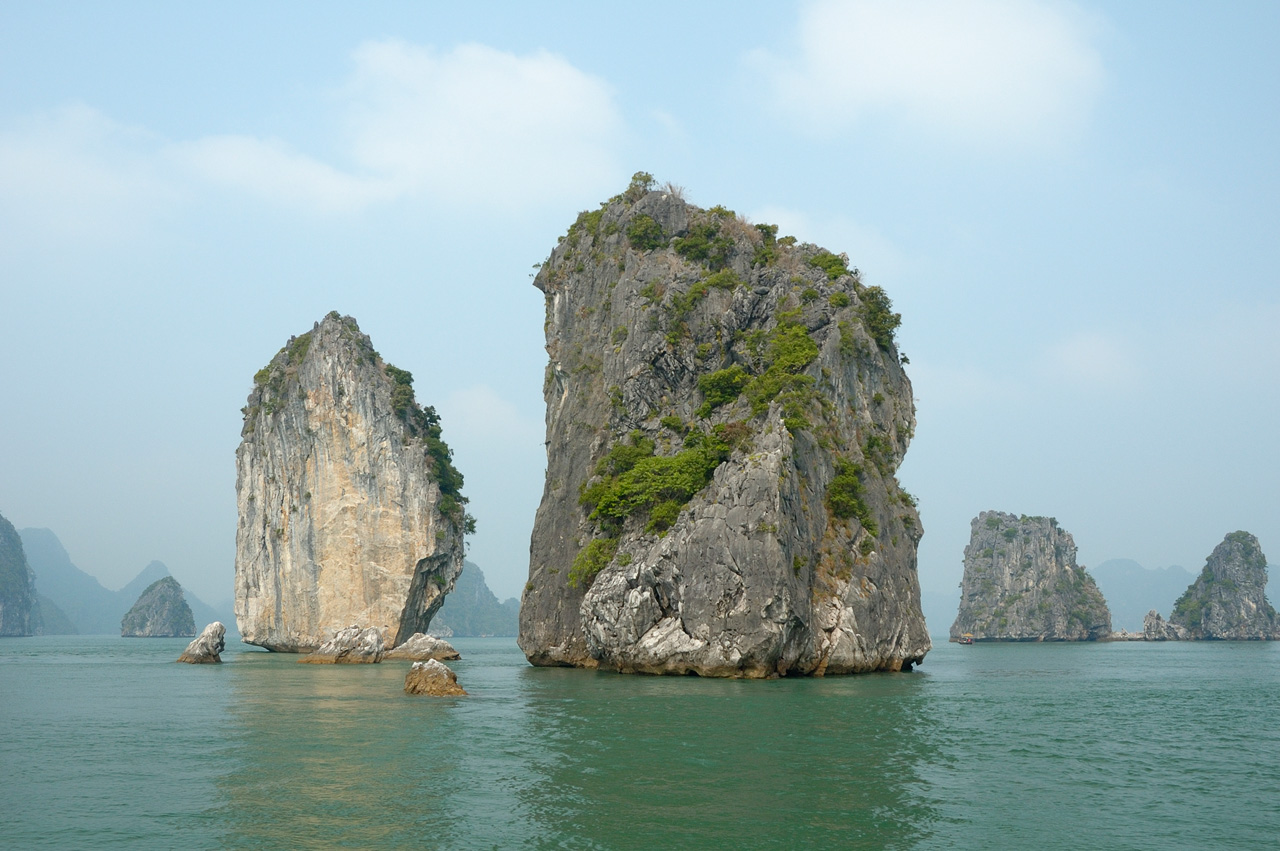
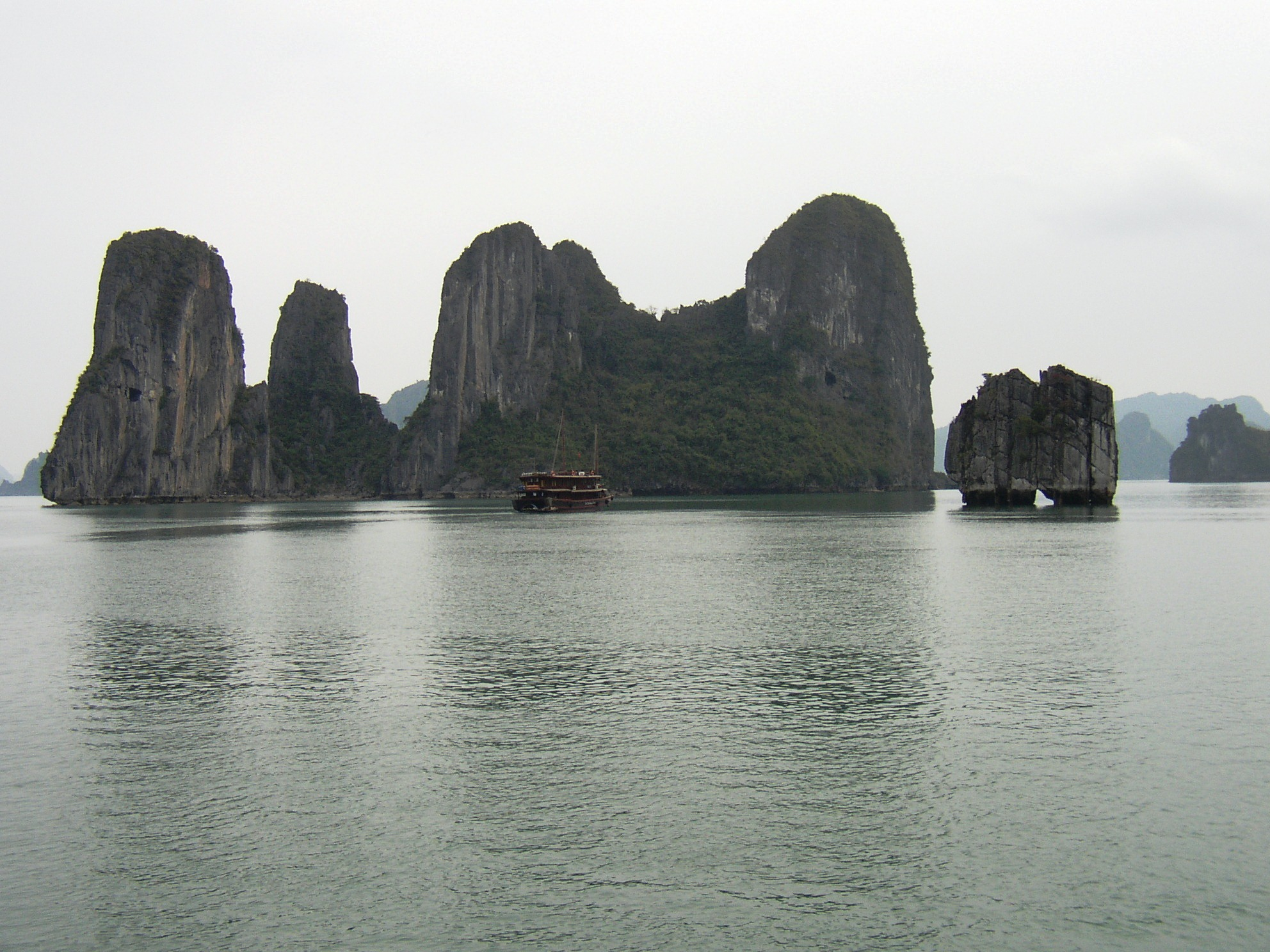
جزر في خليج ها لونج
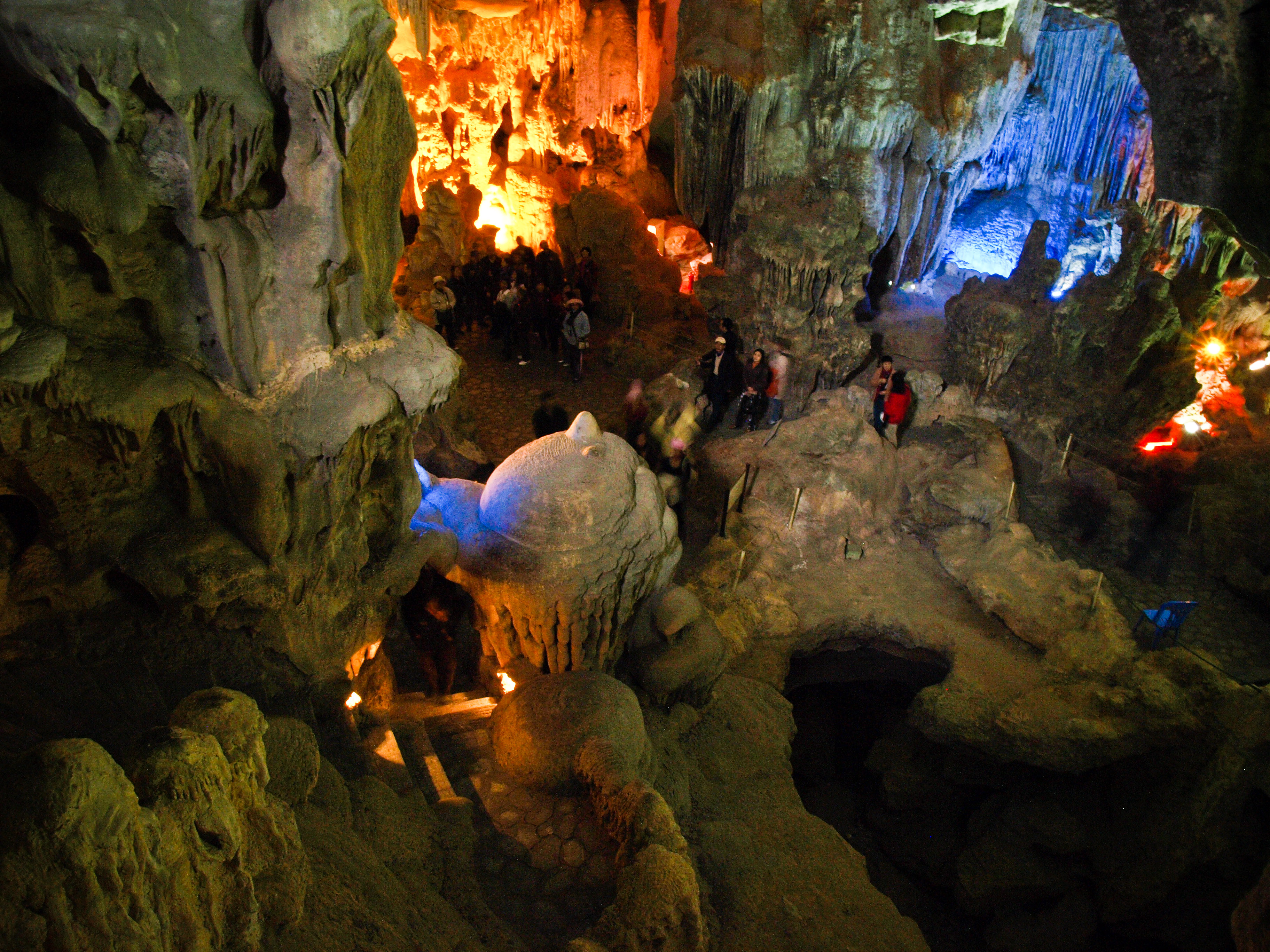
كهف تين كونغ
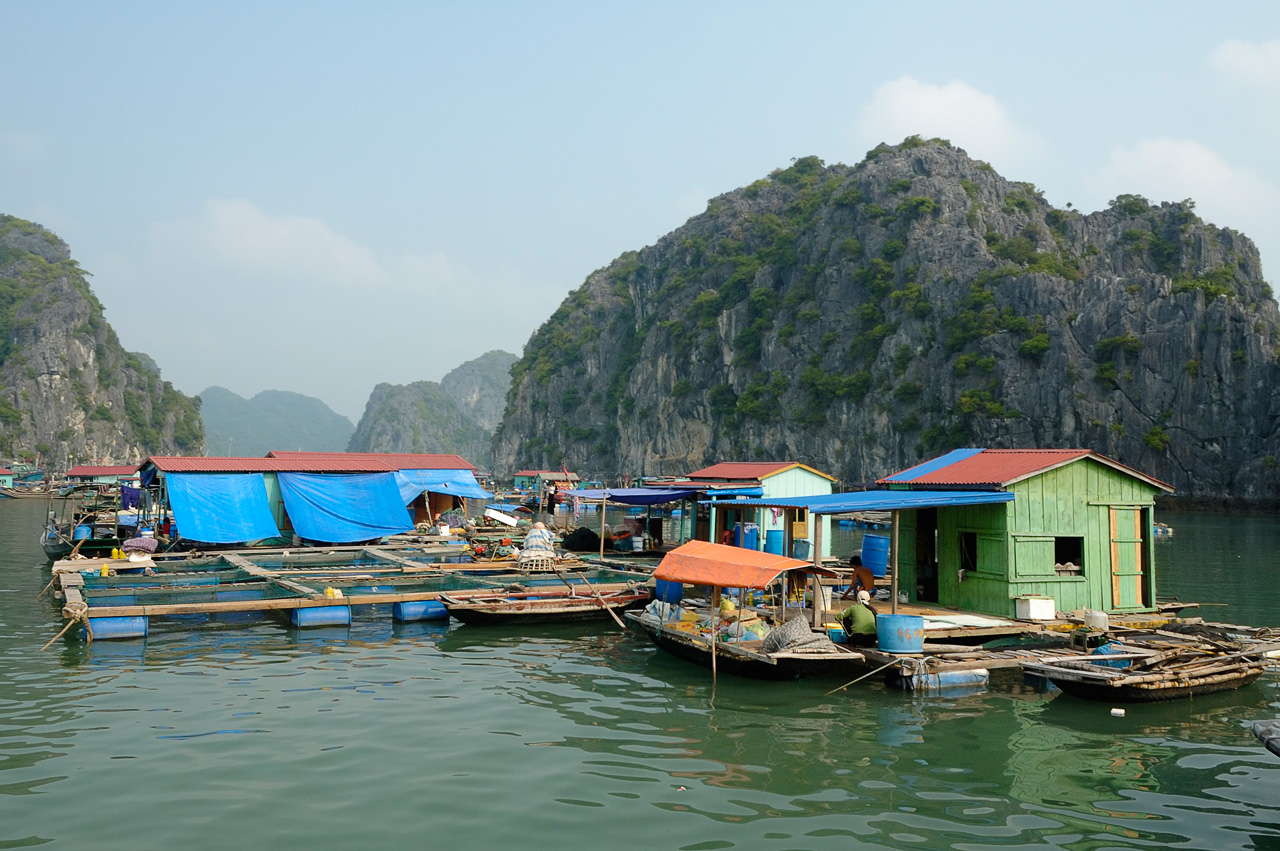
منازل صيادين السمك في ها لونج
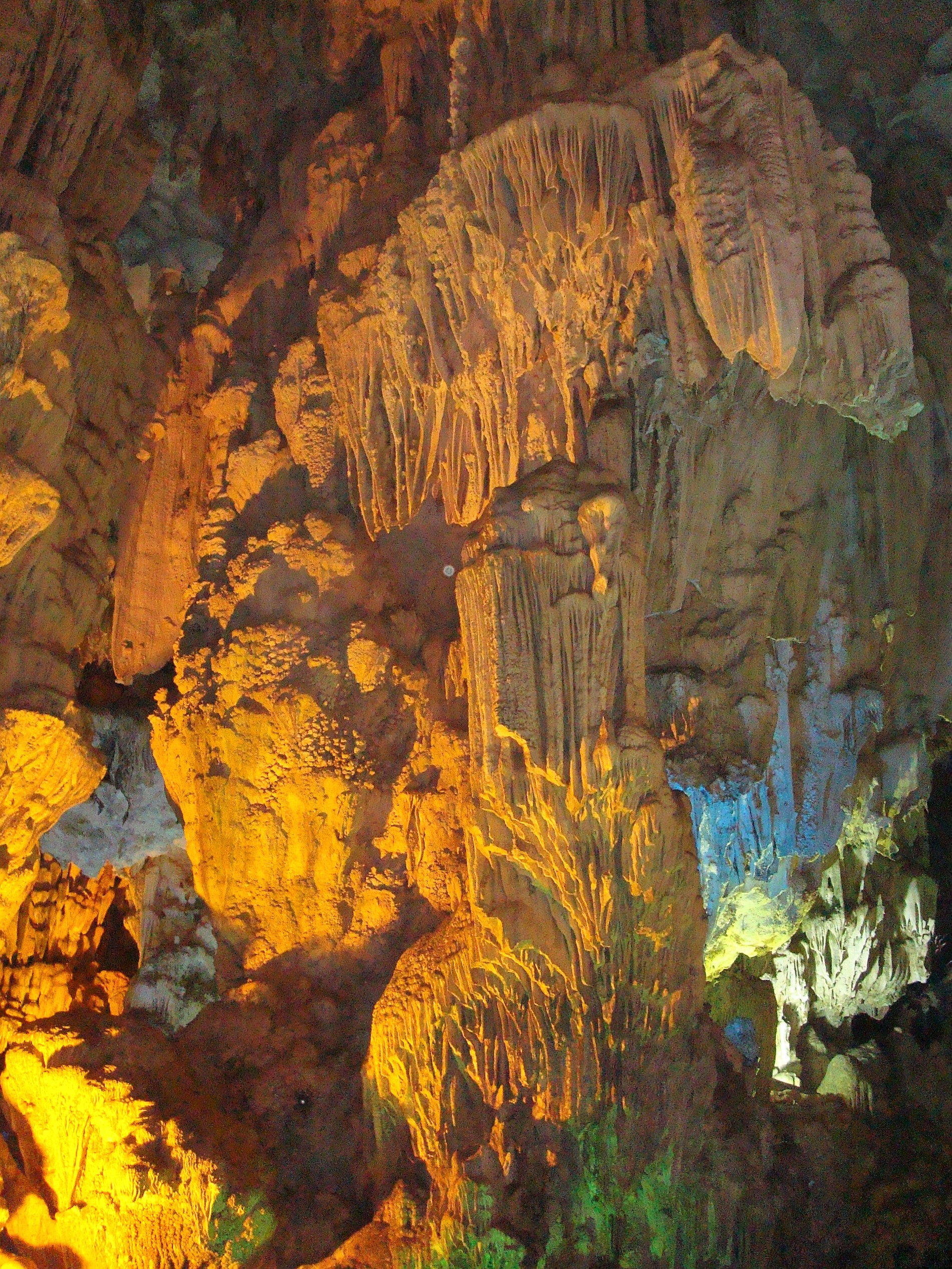
أحد كهوف ها لونج
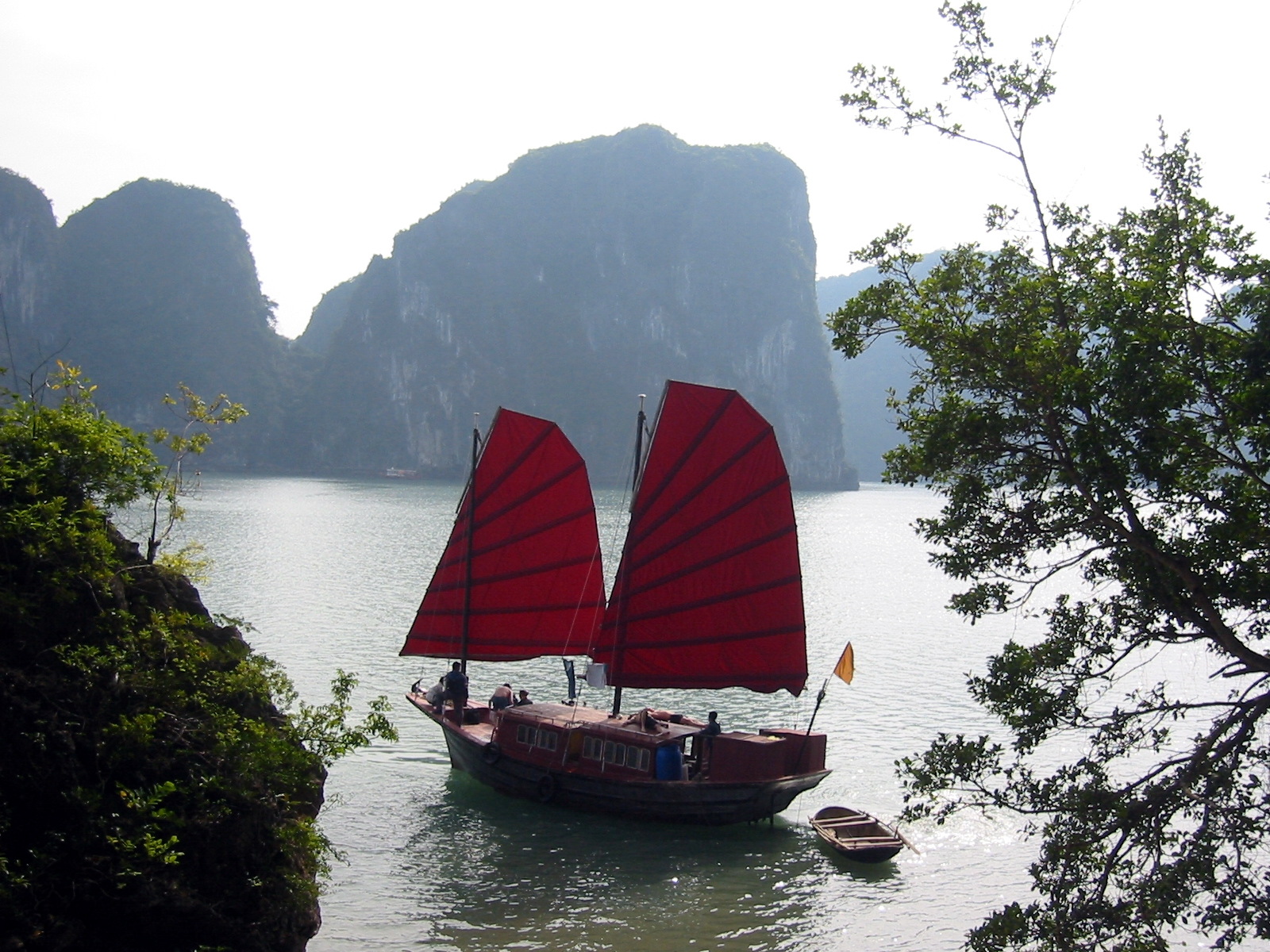
مركب في خليج ها لونج
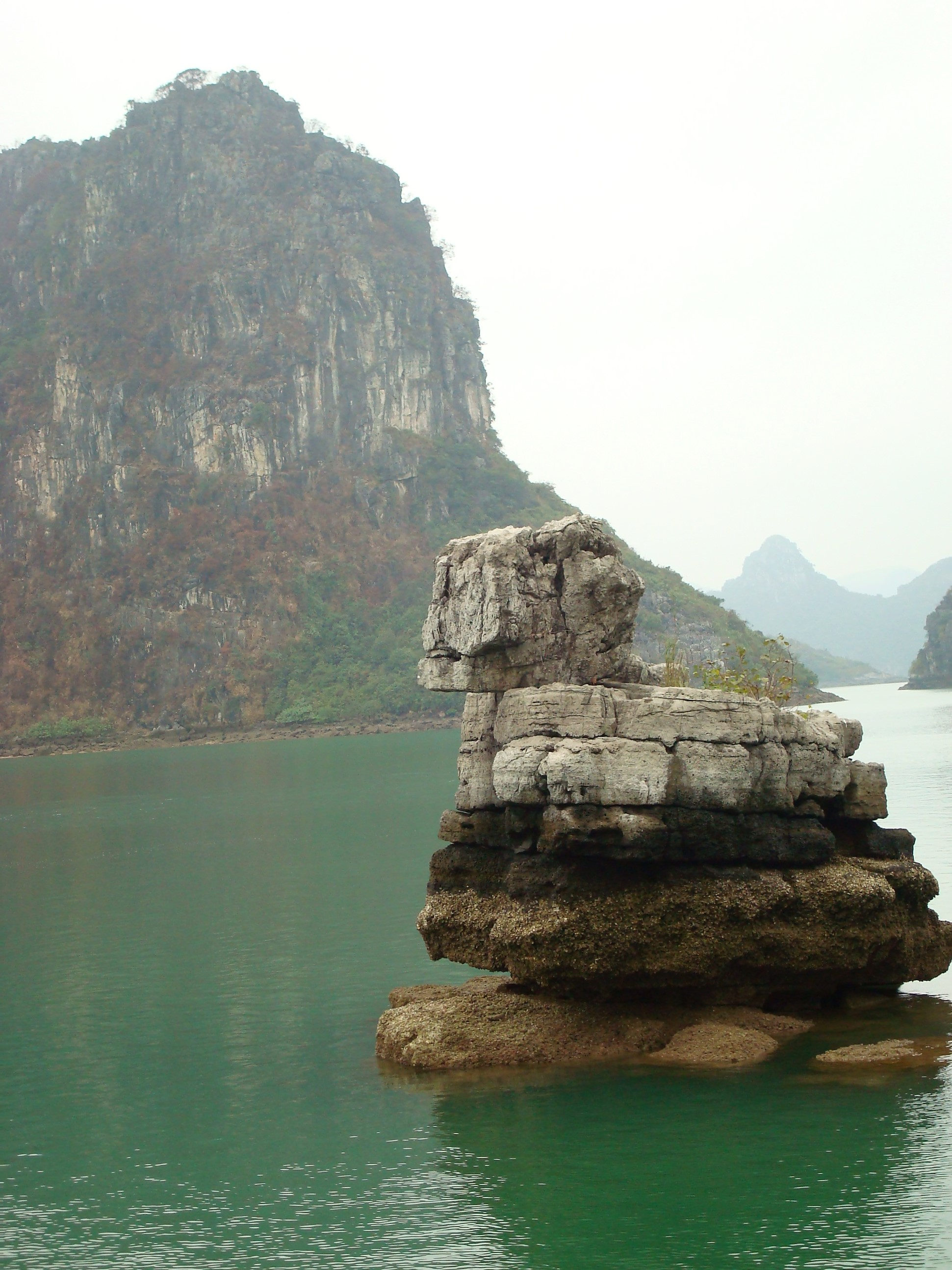
جزر صخرية
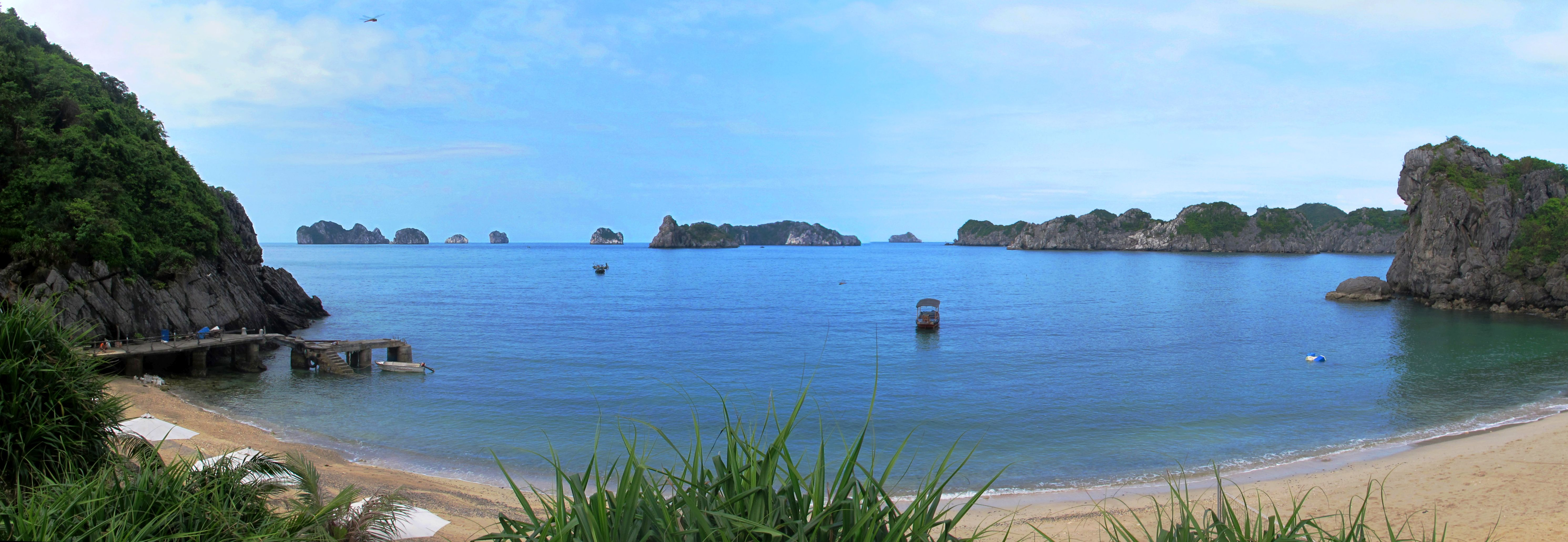
صورة بانورامية لخليج ها لولج، إلتقطت من جزيرة مونكي